# Волфганг Зегуин
Волфганг Зегуин (14. септембар 1945) бивши је источнонемачки фудбалер.

## Биографија
Почео је да игра фудбал 1953. године у свом родном граду Бургу. Од 1963. прешао је у Магдебург, где је одиграо чак 380 мечева у Оберлиги Источне Немачке. за Магдебург је играо до краја каријере 1981. године. Такође је одиграо 23 меча у другој лиги. Зегуин држи рекорд Магдебурга по броју наступа (403), а са 57 европских утакмица и 69 наступа у купу Источне Немачке, такође неприкосновено држи клуба. Свеукупно је одиграо 529 такмичарских мечева за Магдебург.Држи још један рекорд, одиграо је 219 мечева Оберлиге заредом између 1971 и 1979. године.
У финалу Купа победника купова 1974. године, постигао је други гол за Магдебург против италијанског Милана, Источни Немци су победили резултатом 2:0. Има освојена три првенства у Оберлиги и шест победа у националном купу.
За репрезентацију Источне Немачке је одиграо 19 утакмица. Као члан олимпијског тима Источне Немачке, освојио је бронзану медаљу на играма у Минхену 1972. године. Учествовао је на ФИФА Светском првенству 1974. године у Западној Немачкој.

## Успеси

### Клуб
Магдебург
- Прва лига Источне Немачке: 1972, 1974, 1975.
- Куп Источне Немачке: 1964, 1965, 1969, 1973, 1978, 1979.
- Куп победника купова: 1973/74.

### Репрезентација
Источна Немачка
- Олимпијске игре: бронзана медаља Минхен 1972.